# ایرج امیرآخوری
ایرج امیرآخوری (زادهٔ ۱۳ مهر ۱۳۴۱) دوچرخه‌سوار اهل ایران است.
وی عضو تیم ایران در مسابقات المپیک تابستانی ۱۹۸۸ بود که در بخش مسابقه جاده انفرادی (استقامت جاده) شرکت کرد.